# Carlos Matamoros Jara
Carlos Matamoros Jara (Guayaquil, 4 de abril de 1872 - 9 de abril de 1938) fue un historiador, periodista y cronista ecuatoriano.

## Biografía
Nace en Guayaquil y desde muy joven se dedica a la pedagogía en Daule. Fue periodista en 1890 en El Diario de Avisos. Trabajo también en el Grito del Pueblo siendo redactor en el periodo de 1905 y 1909. Para 1906 se edita el Estudio de Obrero. Colaboró para el Tiempo de Quito. En 1912 fundó el Instituto Nacional Vicente Piedrahíta en Daule. En Guayaquil por 1914 dirijio el Centro Escolar Fiscal No 8. En 1916 y 17 como Visitador Escolar de la provincia, editó la revista Minerva en la imprenta de la Sociedad Filantrópica. En 1918 fundó junto con Julio C. Sánchez la revista mensual Fiat Lux. Aparece en ese año como uno de los fundadores de la Asociación Nacional Boy Scout del Ecuador. En 1921 como colaborador del Diario El Telégrafo usando un seudónimo "Tomas Mora". En 1923 escribe "Autoridades coloniales de Guayaquil". En 1929 fue considerado por la Municipalidad para dilucidar sobre la fecha de fundación de Santiago de Guayaquil y el lugar en donde se ubicaba la casa del Gral José de Villamil. Impulso en octubre la cabalgata montubia. El 9 de julio de 1930 figuró entre los miembros del Centro de Investigaciones Históricas de Guayaquil, elegido como Subdirector. En 1931 es vicepresidente de la  Asociación Nacional de Boy Scouts. Entre 1932 y 1934 fue director de la Biblioteca Municipal. En 1936 escribe una necrología en favor del profesor Gustavo Adolfo Lemus y ocupó la vicepresidencia del Instituto Hispanoamericano de Relaciones Culturales.
Como se ha dicho antes publicó artículos históricos en el Telégrafo es nombrado por Abel Romeo en su obra de los gobernadores aunque no lo cita por no tener en sus manos el artículo, pero si fue usada su investigación por Gabriel Pino Roca en su obra de las Leyendas. Su mayor obra trata sobre las calles de Guayaquil que se publicó en uno de los Boletines del CIHG, en ella se describe cada una de las calles, sus dimensiones y las ordenanzas que le terminaron dando las denominaciones actuales. También publicó varios artículos históricos como Breve Sinopsis Histórico-Descriptiva del Archipiélago de Galápagos.

## Obra
- Las calles de la ciudad de Guayaquil (1937).
- Día a Día.

## Artículos
- Bolívar el Libertador y la Oración de Choquehuanca, 6 p.[6]
- El General Francisco de Miranda, 4 p.[7]
- Breve sinopsis histórico-descriptiva del Archipiélago de Galapagos.